# غاوجلو (مقاطعة فراهان)
غاوجلو (بالفارسية: گاوجلو) هي قرية تقع في مركزي في إيران. يقدر عدد سكانها بـ 103 نسمة بحسب إحصاء 2016.